# Julio Bastida
Julio Yusniel Bastida Mendoza (21 de febrero de 1990) es un luchador cubano de lucha grecorromana. Consiguió dos medallas en Campeonatos Panamericanos, de oro en 2015. Logró la medalla de oro en Campeonato Centroamericano y del Caribe en 2014.